# Anthony Mann
Anthony Mann, pseudonimo di Emil Anton Bundsmann (San Diego, 30 giugno 1906 – Berlino, 29 aprile 1967), è stato un regista e attore teatrale statunitense, noto soprattutto per i suoi film western e noir.

## Biografia
Rimasto orfano di padre all'età di 17 anni, il giovane Anthony abbandonò gli studi per dedicarsi al teatro sperando di ottenere fama e fortuna. Iniziò a calcare le scene e a co-dirigere numerosi spettacoli e fu il palcoscenico a fruttargli due incontri importanti, il primo con James Stewart e il secondo con il produttore David O. Selznick, che lo ingaggiò come responsabile del casting per i suoi film. Per il grande produttore Mann lavorò a lungo e fu lui ad occuparsi di trovare i protagonisti per film passati alla storia quali Via col vento (1939) e Rebecca - La prima moglie (1940).
All'inizio degli anni quaranta iniziò a lavorare a film a basso costo e di rapida realizzazione, che lui stesso giudicava come poco riusciti, mentre il suo vero esordio può essere considerato Morirai a mezzanotte (1947), un film su un camionista intrappolato in un gioco più grande di lui. Negli anni immediatamente seguenti realizzò alcuni notevoli noir quali T-Men contro i fuorilegge (1947), Egli camminava nella notte (1948) e Mercanti di uomini (1949).
Del 1950 sono i suoi primi western, fra i quali è da ricordare Il passo del diavolo (1950), una delle prime pellicole a favore degli indiani. Dei molti film di questo genere da lui diretti, cinque ebbero come protagonista James Stewart: Winchester '73 (1950), Là dove scende il fiume (1952), Lo sperone nudo (1953), Terra lontana (1955) e L'uomo di Laramie (1955). Nel corso della sua quasi trentennale carriera, Mann tentò incursioni in altri generi, realizzando anche una commedia musicale con Mario Lanza, Serenata (1956), ma i suoi lavori più riusciti sono altri; fra questi forse il migliore è Terra lontana, film che più di ogni altro insiste su uno dei suoi temi favoriti: la responsabilità individuale sia nei confronti della collettività sia verso i propri atti.

## Filmografia
- The Streets of New York (1939)
- Dottor Broadway (Dr. Broadway) (1942)
- Chiaro di luna all'Avana (Moonlight in Havana) (1942)
- Prediletta di nessuno (Nobody's Darling) (1943)
- La mia migliore ragazza (My Best Gal) (1943)
- Estranei nella notte (Strangers in the Night) (1944)
- La fine della signora Wallace (The Great Flamarion) (1945)
- Il coraggio delle due (Two O'Clock Courage) (1945)
- Canta quando torni a casa (Sing your Way Home) (1945)
- Strana personificazione (Strange impersonation) (1946)
- La bionda di bambù (The Bamboo Blonde) (1946)
- Morirai a mezzanotte (Desperate) (1947)
- Trasportato per ferrovia (Railroaded!) (1947)
- T-Men contro i fuorilegge (T-Men) (1947)
- Schiavo della furia (Raw Deal) (1948)
- Il regno del terrore (Reign of Terror) (1949)
- Mercanti di uomini (Border Incident) (1949)
- La via della morte (Side Street) (1949)
- Seguimi in silenzio (Follow Me Quietly) (1949) – soggetto
- Il passo del diavolo (Devil's Doorway) (1950)
- Le furie (The Furies) (1950)
- Winchester '73 (1950)
- Bersaglio eccellente (The Tall Target) (1951)
- Quo vadis, co-regista con Mervyn LeRoy (1951) - Non accreditato
- Là dove scende il fiume (Bend of the River) (1952)
- Lo sperone nudo (The Naked Spur) (1953)
- La baia del tuono (Thunder Bay) (1953)
- La storia di Glenn Miller (The Glenn Miller Story) (1954)
- Terra lontana (The Far Country) (1955)
- Aquile nell'infinito (Strategic Air Command) (1955)
- L'uomo di Laramie (The Man From Laramie) (1955)
- L'ultima frontiera (The Last Frontier) (1955)
- Serenata (Serenade) (1956)
- Uomini in guerra (Men in War) (1957)
- Il segno della legge (The Tin Star) (1957)
- Passaggio di notte (Night Passage), co-regista con James Neilson (1957) - Non accreditato
- Il piccolo campo (God's Little Acre) (1958)
- Dove la terra scotta (Man of the West) (1958)
- Cimarron (1960)
- El Cid (1961)
- La caduta dell'Impero romano (The Fall of the Roman Empire) (1964)
- Gli eroi di Telemark (The Heroes of Telemark) (1965)
- Sull'orlo della paura (A Dandy in Aspic) (1967-1968)